# JibJab

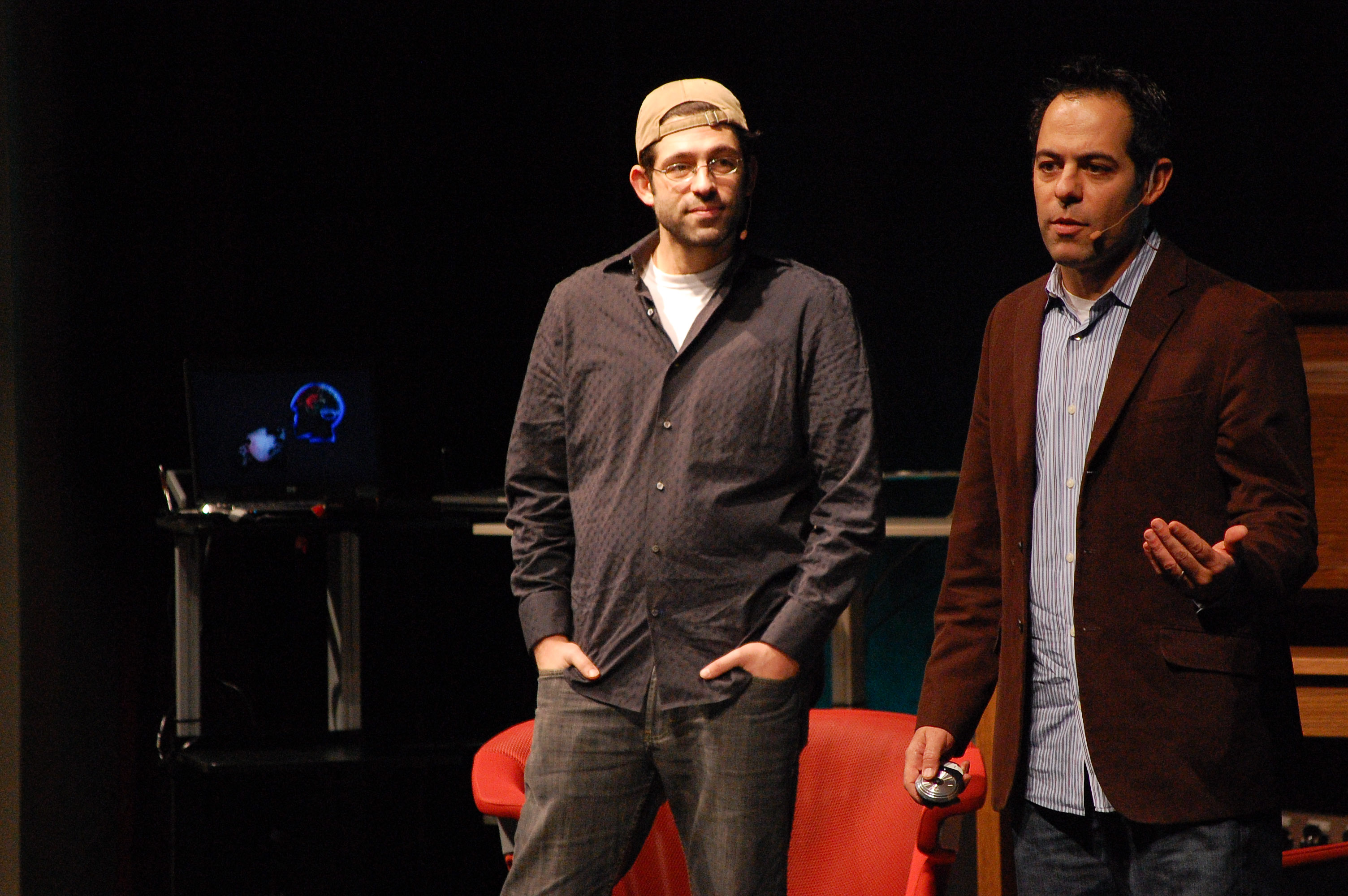
Evan und Greg Spiridellis, die sich JibJab Brothers nennen (2010)

JibJab.com ist eine englischsprachige Website und ein Animationsstudio für digitale Unterhaltungsmedien, die von der JibJab Media Inc. betrieben werden. Auf ihr werden politsatirische Flash-Animationsvideos veröffentlicht. Die Seite wird von den Amerikanern Gregg und Evan Spiridellis betrieben, die sich JibJab Brothers nennen, wenn sie zusammen auftreten auch Grevan Spiridellis.

## Entwicklung
JibJab startete 1999 und zeigte politische sowie alltägliche Comics. Unter anderem ging es um Arnold Schwarzeneggers Wahlkampf 2003 und die US-Präsidentschaftswahl 2000. In den Flash-Animationen sind jeweils Fotos der Köpfe der Politiker auf Cartoonfiguren montiert, die Kinnpartie bewegt sich zu den Worten. Weltweite Beachtung fand die Website zum ersten Mal 2004 mit dem Video This Land.
Nach dem Erfolg der Webvideos begannen die Brüder Spiridellis neben den Produktionen für die eigene Website auch mit der Erstellung von Flash-Cartoons als Werbung für Kraft Foods, Budweiser und Sony. Außerdem erhielten sie Aufträge von Sony, Noggin, Cartoon Network, Nickelodeon, PBS Kids, Sprout, NBC, Qubo und Disney. Danach orientierte sich das Unternehmen auf individualisierte Angebote um. Seit 2007 werden E-Cards und personalisierbare Videos herausgegeben. 2012 startete man die Online-Lernplatform StoryBots, die weitere Verwertungen nach sich zog. Darunter eine Netflix-Serie. 2016 wurde im App Store ein von JibJab herausgegebenes Programm zur Erstellung animierter Sticker sehr erfolgreich.
2019 wurde das Unternehmen von Catapult Capital erworben.

## Angebote der Website
Die Videos können auf der Website von JibJab mit vorgeschalteter Werbung angeschaut werden. Gegen eine Gebühr von 1,99 US-Dollar können die Clips auch heruntergeladen werden, außerdem gibt es einen Online-Shop, bei dem Merchandising-Artikel bezogen werden können. Auch die später hinzugekommenen Angebote der Firma wie die E-Cards werden über die Website vertrieben.

## Cartoons (Auswahl)

### Ahnuld for Governor
Dieser Clip von 2003 ist eine Persiflage auf Arnold Schwarzeneggers Antritt als Gouverneur von Kalifornien als Nachfolger von Gray Davis Ende 2003. Hier werden seine politischen Pläne und Wahlversprechen mit Anspielungen auf seine Filmkarriere unterstrichen, unter anderem mit den Filmen Terminator, Kindergarten Cop, Phantom-Kommando, Total Recall und Conan der Barbar. Dieser Punkt in Schwarzeneggers Karriere wird auch in anderen JibJab-Clips angesprochen, wie This Land und dem Jahresrückblick für 2009.

### This Land
This Land war der erste Cartoon der Brüder zur US-Präsidentschaftswahlen 2004. Die Musik stammt aus dem Lied This Land Is Your Land von Woody Guthrie. In dem Video werfen sich George W. Bush und John Kerry gegenseitig deren charakterliche Schwächen an den Kopf: Bush wird unter anderem als Kreuzfahrer, wilder Cowboy und alles andere als intellektuell dargestellt, während Kerry als Intellektueller und dreifacher Träger des Purple Heart von Bush als „liberales Würstchen“ und allzu gemäßigter Politiker präsentiert wird. Beide Charaktere singen im Refrain: This Land will surely vote for me! Bill Clinton wird, wie in vielen der späteren Clips, von Hillary geschlagen, weil er mit jüngeren Frauen anbandelt.
Das Video war der große Durchbruch, innerhalb kurzer Zeit wurde das Video 8 Millionen Mal gesehen. Die Website von JibJab fand damit mehr Zuspruch, als die Kampagnenseiten der beiden Präsidentschaftskandidaten. Gezeigt wurde This Land unter anderem bei NBC Nightly News sowie ABC World News Tonight. Am 26. Juli 2004 traten die Spiridellis-Brüder in Jay Lenos The Tonight Show auf.
Durch die Popularität gab es eine Klageandrohung der The Richmond Organization, die die Rechte an Guthries Werken halten. Nachdem jedoch Hinweise darauf auftauchten, dass die Musik 1973 gemeinfrei geworden war, einigten sich die Parteien darauf, dass JibJab 20 % ihrer Nettoeinkünfte der Woody Guthrie Foundation spendeten.

### Good to be in D.C.
Ebenfalls vor der Wahl 2004 veröffentlicht, wurde das Werk wieder von vielen Fernsehsendern gespielt, darunter auch The Tonight Show. Die Melodie stammt aus dem Lied Dixie. JibJab spielt hier vor allem auf die Finanzierung des Wahlkampfes an (Dick Cheney und Halliburton sowie John Kerry und H. J. Heinz Company). Außerdem werden Kerry und sein Vizepräsidentschaftskandidat John Edwards als schwules Pärchen dargestellt. Dies kommt mit der Aufforderung an die Bürger, sich aktiv an der Wahl zu beteiligen.

### Second Term
Second Term spielt zur Zeit der Vereidigung George Bushs zu seiner zweiten Amtszeit im Januar 2005. Die Premiere feierte der Clip in der Tonight Show. Zur Melodie von She'll Be Comin' 'Round the Mountain berichtet Bush von seinen Plänen (den Irak „stabilisieren“, die Steuern abzuschaffen – aber nur bei den Vermögenden – und durch eine Verfassungsänderung homosexuelle Ehen zu verbieten), während Kritiker sich im Refrain einstimmig und in allen Stimmungslagen von ungläubig bis unzufrieden äußern.

### The Drugs I Need
Dieser Clip („Die Drogen, die ich brauche“) ist eine Persiflage, die von der amerikanischen Consumers Union als Teil einer Kampagne produziert wurde, die Arzneihersteller zur vollständigen Aufzählung der möglichen Nebenwirkungen ihrer Produkte bewegen sollte. Sie beschäftigt sich mit einer angeblichen Wunderdroge namens Progenitorivox, deren zahlreiche Nachteile und exzessive Kosten völlig gegen deren (praktisch nicht-existente) Vorteile sprechen.

### Big Box Mart
Big Box Mart ist ein Clip ohne direkten Bezug zu politischen Themen. Im Clip wird der durchschnittliche amerikanische Mann persifliert, der möglichst billig im Supermarkt Big Box Mart einkauft. Durch den entstehenden Preisdruck werden die Industriearbeitsplätze in andere Länder ausgelagert, wodurch auch der „Hauptdarsteller“ seine Stelle verliert und von nun an eine Putzstelle im Big Box Mart antritt. Dieser Clip kann als direkte Kritik am Preisdumping der großen amerikanischen Supermarktketten verstanden werden; der Name suggeriert eine Nähe zu Wal-Mart.
Das Video feierte Premiere am 13. Oktober 2005, wiederum in Jay Lenos Show. Die Melodie stammt aus dem Lied Oh! Susanna, für die Figuren im Video wurden Fotos von über 1000 Fans von JibJab verwendet.

### 2-0-5
2-0-5 wurde zur Premiere am 15. Dezember 2005 in der Tonight Show gezeigt. Es basiert auf Turkey in the Straw und Auld Lang Syne. Darin blickt George Bush auf das vergangene Jahr zurück, in dem seine Popularität aufgrund diverser Skandale, wie um Karl Rove, Scooter Libby und Tom DeLay, stark abgenommen hat; er gibt vor, wie schwierig es deswegen für ihn sei, die freie Welt zu regieren, und hofft auf ein besseres 2006 unter seiner Administration. Auch einige deutsche Politiker kommen im Video vor.
Nach 2005 wurden bis 2014 weitere Jahresrückblicke produziert. Danach folgte erst für 2020 wieder ein Jahresrückblick.

### Nuckin' Futs!
Nuckin' Futs! feierte seine Premiere am 13. Dezember 2006 standardmäßig in der Tonight Show. In Form einer Schulaufführung von Kindern und der Melodie von Jingle Bells lassen die Macher von JibJab das Jahr Revue passieren. Darunter werden Ereignisse wie der Aufkauf von YouTube durch Google, der Schlaganfall des Ex-Premierministers Ariel Scharon oder der Nukleartest des nordkoreanischen Diktators Kim Jong-il gezeigt.

### Shawshank in a Minute
Dieser 2006 veröffentlichte Film ist die erste Live-Action-Produktion von JibJab, unter Mitwirkung von Erik Weiner, Jordan Allen-Dutton und John Landis, der bei diesem Clip Regie führte. Dies ist eine mit Raprhythmus untermalte Persiflage auf den Film Die Verurteilten (The Shawshank Redemption) und fasst dessen Handlung in nur vier Minuten vollständig zusammen.

### What We Call the News
What We Call the News hatte am 28. März 2007 in der Tonight Show seine Premiere. Der Film kritisiert dabei die maßlose Übertreibung von Bagatellen und die Abdriftung in Klatsch und Tratsch der amerikanischen Nachrichtenmagazine mit der Melodie von The Battle Hymn of the Republic.

### Do I Creep You Out
Dieser Song (Titel wörtlich: „Mache ich dir Angst“) ist ein Musik-Trickfilm in Zusammenarbeit mit dem Parodisten Weird Al Yankovic, der hier den Song Do I Make You Proud („Mache ich dich stolz“) von Taylor Hicks persifliert. Der Clip wurde am 15. November 2007 uraufgeführt und erzählt von den Versuchen eines Stalkers (Yankovic), das Objekt seiner Begierde, eine junge Frau namens Debbie, für sich zu gewinnen.